# Neil Diamond
Neil Leslie Diamond, conhecido como Neil Diamond (Nova Iorque, 24 de janeiro de 1941) é um dos cantores e compositores de música pop mais talentosos da nossa era.  Em cinco décadas extremamente produtivas, ele foi responsável por criar um dos catálogos mais duradouros da música popular americana.

## Vida pessoal
Neil Diamond nasceu no Brooklyn, em Nova Iorque. Filho de Rose e Akeeba 'Kieve' Diamond, vivendo em família judaica com ascendência polaco-russa, ele estudou com Barbra Streisand na escola secundária Erasmus Hall, onde os dois chegaram a cantar juntos no coral. Seu primeiro impulso rumo à carreira musical ocorreu depois que ganhou uma guitarra que custou nove dólares como presente, no seu aniversário de 16 anos, e escreveu sua primeira música, "Hear Th Bells".
Atraído pela ideia de fazer música, ele logo foi ter aulas, e desenvolveu uma habilidade básica como músico. Tocar guitarra também despertou em Diamond o interesse por composição e, em pouco tempo, ele começou a criar melodias e letras.
Após se formar na escola secundária, Diamond frequentou a Universidade de Nova Iorque, com a intenção de se formar em medicina. No entanto, deixou o curso seis meses antes de se formar, para trabalhar como compositor da equipe da Sunbeam Music Company, ganhando um salário de cinquenta dólares semanais. Trabalhou por algum tempo no lendário Edifício Brill [en] de Nova Iorque, e depois alugou para si uma sala pequena, acima do clube de jazz Birdland, onde começou a produzir o gênero de música que o levaria ao cenário mundial.
Neil se casou três vezes. Sua primeira esposa foi Jayne Posner, professora que foi sua namorada da época de escola. Ele ficaram casados entre 1963 e 1969, e tiveram duas filhas, Marjorie e Elyn. Em 1969, Neil se casou com a assistente de produção Marcia Murphey, com quem teve dois filhos, Jesse e Micah. Seu segundo casamento durou 25 anos, e terminou em 1994.
Em 22 de janeiro de 2018, anunciou sofrer da doença de Parkinson e que, por recomendação médica, deixaria de fazer turnês

## Carreira

### Música
Frequentemente, Neil canta a história de sua vida, vivida essencialmente em Nova Iorque e Los Angeles.[carece de fontes?]
Em 1965, conforme seu trabalho começava a ser reconhecido, Neil Diamond foi procurado pelos produtores/compositores Jeff Barry e Ellie Greenwich. Esta parceria acabou levando-o a assinar um contrato com a Bang Records, onde seu primeiro álbum, "The Feel of Neil", foi lançado um ano depois. Também nesta época, ele comemorou o sucesso de seus três primeiros hits musicais, com as canções "Solitary Man", "Cherry Cherry" e "I Got The Feeling (Oh No, No)".
Pouco tempo depois, ainda em 1966, ele escreveu a música "I'm a Believer", gravada e tornada famosa pelo grupo The Monkees, e a primeira de suas músicas a atingir o número um das paradas de sucesso. Em 1967, ele assinou um outro contrato de gravação, desta vez com a gravadora Uni Records, com quem gravou sucessos como "Brother Love's Traveling Salvation Show", em 1969, "Cracklin Rosie", em 1970, "Sweet Caroline", em 1969, "Song Sung Blue", em 1972, e "I Am...I Said", em 1971. Seus álbuns também começaram a fazer grande sucesso e, em 1969, "Touching You, Touching Me" começou consistentemente a atingir níveis de venda compatíveis com um disco de ouro.
Após deixar a Uni e se mudar para a Columbia Records, em 1973 Neil Diamond gravou a trilha sonora do filme "Fernão Capelo Gaivota", o que lhe rendeu um Grammy. Depois disso, lançou diversos outros álbuns de sucesso na década de 1970, que incluem "Beautiful Noise", em 1976, "Serenade", em 1974, "You Don't Bring Me Flowers", em 1978 — incluindo um dueto com Barbra Streisand, "September Morn", em 1979 e "Love at the Greek", em 1977.
Entre os álbuns posteriores de Diamond que merecem destaque estão "Heartlight", de 1982, "Live in America", de 1994, "In My Lifetime", de 1996 e "The Neil Diamond Collection", de 1999. No início do século XXI, o cantor lançou, entre outros álbuns, "The Essential Neil Diamond", em 2001, "Stages", em 2003, "12 Songs", em 2005, "Home Before Dark", em 2008 e "Melody Road", em 2014.

### Cinema
Embora tenha dito não a Hollywood algumas vezes, em 1980 ele acabou aparecendo no papel do filho de um cantor judeu que tentava alcançar o sucesso na indústria da música. O filme, para o qual ele também escreveu e interpretou a trilha sonora, era "The Jazz Singer", e Neil aceitou interpretar o papel em parte para homenagear um dos grandes ídolos que teve durante sua infância, Al Jolson. No filme, coestrelou com Laurence Olivier e Lucie Arnaz e, embora as críticas da obra tenham sido negativas, esta foi uma medida do poder de estrela de Diamond, já que na época o filme arrecadou nas bilheterias mais de três vezes seu orçamento de produção. Além disso, o filme também gerou um single de sucesso, "America", que alcançou projeção nacional depois que noticiários da TV o usaram para destacar o retorno de reféns americanos do Irã.
Depois desta primeira atuação e de um personagem principal interpretado em "Saving Silverman", de 2001, no entanto, Neil nunca mais atuou em filmes, a não ser interpretando a si mesmo — mais notavelmente ao lado de Bob Dylan, Joni Mitchell e Neil Young, no documentário "The Last Waltz", de 1978. Sua música, no entanto, faz parte da trilha sonora de diversos filmes, entre os quais "Cactus Flower" de 1969, "Pulp Fiction" de 1994, e "Shrek Forever After", de 2010.

### Homenagens
Diamond foi homenageado duas vezes pelo Songwriters’ Hall of Fame — primeiro em 1984, ano de sua introdução, e depois em 2000, quando recebeu o Sammy Cahn Lifetime Achievement Award. Em 2011, o artista foi introduzido no Rock and Roll Hall of Fame. Ele também recebeu um Prêmio Kennedy, em 2011, e um Prêmio Grammy pelas conquistas que teve ao longo da vida, em 2018.

## Discografia
| Ano  | Título                                            | Gravadora                 |
| ---- | ------------------------------------------------- | ------------------------- |
| 1966 | The Feel of Neil Diamond                          | Bang Records              |
| 1967 | Just For You                                      | Bang Records              |
| 1968 | Neil Diamond's Greatest Hits                      | Bang Records              |
| 1968 | Velvet Gloves and Spit                            | Uni Records (MCA Records) |
| 1969 | Brother Love's Traveling Salvation Show           | Uni Records (MCA Records) |
| 1969 | Touching You, Touching Me                         | Uni Records (MCA Records) |
| 1970 | Gold                                              | Uni Records (MCA Records) |
| 1970 | Shilo                                             | Bang Records              |
| 1970 | Tap Root Manuscript                               | Uni Records (MCA Records) |
| 1970 | Do It!                                            | Bang Records              |
| 1971 | Stones                                            | Uni Records (MCA Records) |
| 1972 | Moods                                             | Uni Records (MCA Records) |
| 1972 | Hot August Night                                  | MCA Records               |
| 1973 | Double Gold                                       | Bang Records              |
| 1973 | Rainbow                                           | MCA Records               |
| 1973 | Jonathan Livingston Seagull                       | Columbia Records          |
| 1974 | His 12 Greatest Hits                              | MCA Records               |
| 1974 | Serenade                                          | Columbia Records          |
| 1976 | Beautiful Noise                                   | Columbia Records          |
| 1976 | And the Singer Sings His Song                     | MCA Records               |
| 1977 | Love at the Greek                                 | Columbia Records          |
| 1977 | I'm Glad You're Here With Me Tonight              | Columbia Records          |
| 1978 | You Don't Bring Me Flowers                        | Columbia Records          |
| 1979 | September Morn                                    | Columbia Records          |
| 1980 | The Jazz Singer                                   | Capitol Records           |
| 1981 | On the Way to the Sky                             | Columbia Records          |
| 1981 | Love Songs                                        | MCA Records               |
| 1982 | 12 Greatest Hits, Volume II                       | Columbia Records          |
| 1982 | Heartlight                                        | Columbia Records          |
| 1983 | Classics: The Early Years                         | Columbia Records          |
| 1984 | Primitive                                         | Columbia Records          |
| 1986 | Headed For the Future                             | Columbia Records          |
| 1987 | Hot August Night II                               | Columbia Records          |
| 1988 | The Best Years of Our Lives                       | Columbia Records          |
| 1991 | Lovescape                                         | Columbia Records          |
| 1992 | The Greatest Hits: 1966-1992                      | Columbia Records          |
| 1992 | Glory Road: 1968-1972                             | MCA Records               |
| 1992 | The Christmas Album                               | Columbia Records          |
| 1993 | Up on the Roof: Songs From the Brill Building     | Columbia Records          |
| 1994 | Live in America                                   | Columbia Records          |
| 1994 | The Christmas Album - Volume II                   | Columbia Records          |
| 1996 | Tennessee Moon                                    | Columbia Records          |
| 1996 | In My Lifetime                                    | Columbia Records          |
| 1998 | The Movie Album: As Time Goes By                  | Columbia Records          |
| 1999 | The Best of The Movie Album                       | Columbia Records          |
| 1999 | The Neil Diamond Collection                       | MCA Records               |
| 1999 | 20th Century Masters: The Millennium Collection   | MCA Records               |
| 2001 | Three Chord Opera                                 | Columbia Records          |
| 2001 | The Essential Neil Diamond                        | Columbia Records          |
| 2002 | Love Songs (different version)                    | MCA Records               |
| 2002 | Play Me: The Complete Uni Studio Recordings Plus! | MCA Records               |
| 2003 | Stages                                            | Columbia Records          |
| 2005 | Neil Diamond Gold                                 | MCA Records               |
| 2005 | 12 Songs                                          | Columbia Records          |
| 2008 | Home Before Dark                                  | Columbia Records          |

### Singles
- 1961: You Are My Love At Last/What Will I Do?
- 1962: I'm Afraid/Till You've Tried Love
- 1963: At Night/Clown Town
- 1966: Solitary Man/Do It
- 1966: Cherry, Cherry/I'll Come Running
- 1966: I Got The Feelin' (Oh No, No)/The Boat That I Row
- 1966: I'm a Believer/Crooked Street
- 1967: You Got To Me/Someday Baby
- 1967: Girl, You'll Be A Woman Soon/You'll Forget
- 1967: Thank The Lord For The Night Time/The Long Way Home
- 1967: Kentucky Woman/The Time Is Now
- 1968: New Orleans/Hanky Panky
- 1968: Red Red Wine/Red Rubber Ball
- 1968: Brooklyn Roads/Holiday Inn Blues
- 1969: Shilo/La Bamba
- 1968: Sunday Sun/Honey-Drippin' Times
- 1969: Brother Love's Traveling Salvation Show/A Modern Day Version Of Love
- 1969: Sweet Caroline/Dig In
- 1969: Holly Holy/Hurting You Don't Come Easy
- 1970: Until It's Time For You To Go/And The Singer Sings His Song
- 1970: Soolaimon/And The Grass Won't Pay No Mind
- 1970: Cracklin' Rosie/Lordy
- 1970: He Ain't Heavy...He's My Brother/Free Life
- 1970: Solitary Man (1966 version)/The Time Is Now
- 1970: Do It (new version)/Hanky Panky
- 1971: I Am...I Said/Done Too Soon
- 1971: Stones/Crunchy Granola Suite
- 1971: I'm A Believer (new version)/Crooked Street
- 1972: Song Sung Blue/Gitchy Goomy
- 1972: Play Me/Porcupine Pie
- 1972: Walk On Water/High Rolling Man
- 1973: Cherry, Cherry/Morningside
- 1973: The Last Thing On My Mind/Canta Libre
- 1973: Be/Flight Of The Gull (instrumental)
- 1973: The Long Way Home/Monday Monday
- 1974: Skybird/Lonely Looking Sky
- 1974: Longfellow Serenade/Rosemary's Wine
- 1975: I've Been This Way Before/Reggae Strut
- 1975: The Last Picasso/The Gift Of Song
- 1976: If You Know What I Mean/Street Life
- 1976: Don't Think...Feel/Home Is A Wounded Heart
- 1976: Beautiful Noise/Signs
- 1976: Song Sung Blue/Song Sung Blue
- 1977: Desiree/Once In A While
- 1978: You Don't Bring Me Flowers com Barbra Streisand/You Don't Bring Me Flowers (instrumental)
- 1978: Forever In Blue Jeans/Remember Me
- 1979: Say Maybe/Diamond Girls
- 1979: September Morn/I'm A Believer (nova versão)
- 1979: September Morn/September Morn
- 1980: The Good Lord Loves You/Jazz Time
- 1981: Yesterday's Songs/Guitar Heaven
- 1982: On The Way To The Sky/Save Me
- 1982: Be Mine Tonight/Right By You
- 1982: Heartlight/You Don't Know Me
- 1983: I'm Alive/Lost Among The Stars
- 1983: Front Page Story/I'm Guilty
- 1984: Turn Around/Brooklyn On A Saturday Night
- 1984: Sleep With Me Tonight/One By One
- 1984: You Make It Feel Like Christmas/Crazy
- 1986: Headed For The Future/Angel
- 1986: The Story Of My Life/Love Doesn't Live Here Anymore
- 1987: I Dreamed A Dream/Sweet Caroline
- 1987: Cherry, Cherry/America
- 1988: This Time/If I Couldn't See You Again
- 1988: The Best Years Of Our Lives/Carmelita's Eyes
- 1996: One Good Love (dueto com Waylon Jennings)/Kentucky Woman
- 1988: Baby Can I Hold You
- 1991: Don't Turn Around
- 1991: Hooked On The Memory Of You (dueto com Kim Carnes)
- 1991: If There Were No Dreams
- 1992: All I Really Need Is You
- 1992: Morning Has Broken
- 1993: You've Lost That Lovin' Feelin' (dueto com Dolly Parton)
- 1993: Will You Love Me Tomorrow
- 1993: Play Me
- 1994: Marry Me (dueto com Buffy Lawson)
- 1996: One Good Love (dueto com Waylon Jennings)
- 1998: As Time Goes By